# Kōki Kanō
Kōki Kanō (加納 虹輝, Kanō Kōki), né le 19 décembre 1997 à Ama, dans la préfecture d'Aichi, près de Nagoya, est un escrimeur japonais pratiquant l'épée.
Il est champion olympique en individuel aux Jeux olympiques d'été de 2024 à Paris et termine la saison de Coupe du monde d'escrime 2023-2024 à la place de numéro 1 mondial.

## Carrière
Kanō commence sa carrière senior à l'âge de 19 ans. A la même période, il quitte le circuit junior avec deux ans d'avance, ayant remporté sur ce circuit un tournoi de catégorie A à Espoo. Il se classe 6e au classement international junior au cours de la saison 2015-2016.
Dès sa première saison senior, il monte deux fois sur la troisième marche d'un podium de coupe du monde, à Heidenheim puis Paris, avec des victoires contre des tireurs beaucoup plus expérimentés dont Sergey Khodos et Ronan Gustin. Il se qualifie ensuite pour le tableau final des championnats du monde, où il perd au troisième tour contre Jesús Andrés Lugones Ruggeri (5-15) et se classe finalement 15e. Ces performances le placent aux portes du top 16 au terme de sa première saison, à la 17e place mondiale. Il marque quelque peu le pas la saison suivante, atteignant les quarts de finale d'une seule compétition de coupe du monde, au Grand Prix de Budapest, où il gagne néanmoins contre Park Kyoung-doo (15-9) et le très défensif champion olympique Rubén Limardo (4-3). Il décroche également le bronze aux championnats d'Asie puis répète sa performance de l'année précédente aux championnats du monde, seulement battu au troisième tour par le futur vainqueur Yannick Borel dans un duel serré (14-15). Avec seulement trois points supplémentaires au classement, il gagne cependant sept places et termine la saison 10e.
La saison 2018-2019 repart sur les bases de la saison 2016-2017. Il reprend la troisième place à Heidenheim, battu en demi-finale à la mort subite par le jeune Davide Di Veroli, 17 ans (8-9), puis triomphe à Vancouver en battant Dmitriy Aleksanin (15-14), Alexandre Bardenet (15-8) et Enrico Garozzo (15-7), démontrant une maîtrise tactique et une maturité surprenante pour un tireur de 21 ans. Cette victoire le propulse au 4e rang mondial.
Aux Jeux olympiques d'été de Tokyo en 2021, il est éliminé en individuel en 16e de finale face au Russe Sergey Bida puis il remporte l'épreuve par équipe face aux Russes. Dans cette épreuve collective, Kanō tient le rôle de finisseur malgré son jeune âge et sa relative inexpérience. Lancé à deux reprises en retard de deux touches, contre les États-Unis et la France, il permet à son équipe de s'imposer dans ces deux rencontres en battant respectivement Curtis McDowald (16-8) et surtout Yannick Borel (9-6) en étant passé, à 43-44, à une touche de l'élimination. Dans les deux dernières rencontres de la compétition, Kanō est lancé par ses équipiers avec une confortable avance de neuf touches contre la Corée du Sud et de quatre touches contre la Russie. Dans le premier cas, il assure la victoire malgré une défaite contre le champion olympique 2016 Park Sang-young (8-10), et inflige en finale une défaite à Sergey Bida (8-3) pour apporter la consécration à l'équipe japonaise.

## Palmarès
- Jeux olympiques
  -  Médaille d'or par équipes aux Jeux olympiques de 2020 à Tokyo
  -  Médaille d'or en individuel aux Jeux olympiques de 2024 à Paris
  -  Médaille d'argent par équipe aux Jeux olympiques de 2024 à Paris

- Championnats du monde d'escrime
  -  Médaille d'or par équipes aux championnats du monde 2025 à Tbilissi
  -  Médaille d'or en individuel aux championnats du monde 2025 à Tbilissi
  -  Médaille de bronze par équipes aux championnats du monde 2022 au Caire

- Championnats d'Asie d'escrime
  -  Médaille d'or par équipes aux championnats d'Asie d'escrime 2025 à Bali
  -  Médaille d'or en individuel aux championnats d'Asie d'escrime 2023 à Wuxi
  -  Médaille d'or par équipes aux championnats d'Asie d'escrime 2023 à Wuxi
  -  Médaille d'or en individuel aux championnats d'Asie d'escrime 2022 à Séoul
  -  Médaille d'argent par équipes aux championnats d'Asie d'escrime 2024 à Koweït
  -  Médaille de bronze par équipes aux championnats d'Asie d'escrime 2022 à Séoul
  -  Médaille de bronze par équipes aux championnats d'Asie d'escrime 2019 à Tokyo
  -  Médaille de bronze aux championnats d'Asie d'escrime 2018 à Bangkok

## Classement en fin de saison
| Année  | 2017 | 2018 | 2019 | 2020 | 2021 | 2022 | 2023 | 2024 | 2025 |
| ------ | ---- | ---- | ---- | ---- | ---- | ---- | ---- | ---- | ---- |
| Rang   | 17   | 10   | 8    | 22   | 29   | 5    | 4    | 1    | 3    |
| Points | 84   | 87   | 85   | 65   | 56   | 119  | 150  | 218  | 161  |